# Badia de Blacksod
La badia de Blacksod (en irlandès Cuan an Fhóid Duibh, en anglès Blacksod Bay) és una badia de la República d'Irlanda, situada a Iorras, al nord del Comtat de Mayo. La badia està limitada a la banda oest per la península de Mullet i per al costat oriental de la costa de la parròquia de Kiltane on s'estén cap al sud de Belmullet a Gweesalia i Doohoma. La badia de Blacksod s'obre a l'oceà Atlàntic en el seu extrem sud, on es troben el far de Blacksod i el moll. El far de Blacksod és una construcció imponent i de complexió forta, creat en 1864 a partir del tall local de granit al planter proper al turó Termon, l'únic de granit que es troba en aquesta zona; la major part de la resta del  substrat es compon d'antic gneis i esquist. Va ser construït per Bryan Carey de Belmullet i conté un port d'helicòpters al servei d'aquesta costa. El Mullet és principalment una península força plana coberta amb una gran quantitat de sorra i dunes.
La badia de Blacksod té 16 km de llarg, 8 km d'ample a la boca i és un lloc segur per a l'ancoratge. L'interior de la badia, conté nombroses petites cales com Elly Bay, una badia popular per a molts esports aquàtics i la ubicació de Colaiste Uisce Adventure Centre, que ensenya als esports aquàtics i altres esports en un medi gaèlic irlandès per a escolars i grups de l'aventura de tota Irlanda. En el seu extrem nord, la badia de Blacksod està connectada a Broadhaven Bay per un canal del segle xviii a través de Belmullet.
En el període d'estiu, excursions amb vaixell a les illes Inishkea, Inishglora, on s'afirma que hi són enterrats Els fills de Lir i Duvillaun davant la costa nord de Mayo parteixen de Blacksod. El far de Blacksod, construït en 1864 situat a uns 12 quilòmetres a l'Oceà Atlàntic a l'oest, es pot veure a l'extrem de la península de Mullet. El far d'Eagle Island es troba fora del nord-oest del Mullet.

## Transport
La ruta 448 del Bus Éireann connecta la zona amb Belmullet, Bangor Erris, Bellacorick, Crossmolina i Ballina. Hi ha un servei diari en cada direcció, incloent els diumenges. Divendres a la nit opera un viatge addicional des Ballina. Hi ha connexions de tren i altres autobusos a Ballina.

## Galeria d'imatges

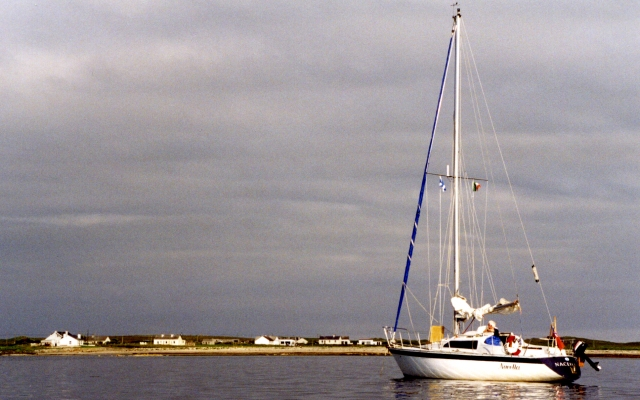
Vaixell a Elly Bay, Iorras, comtat de Mayo
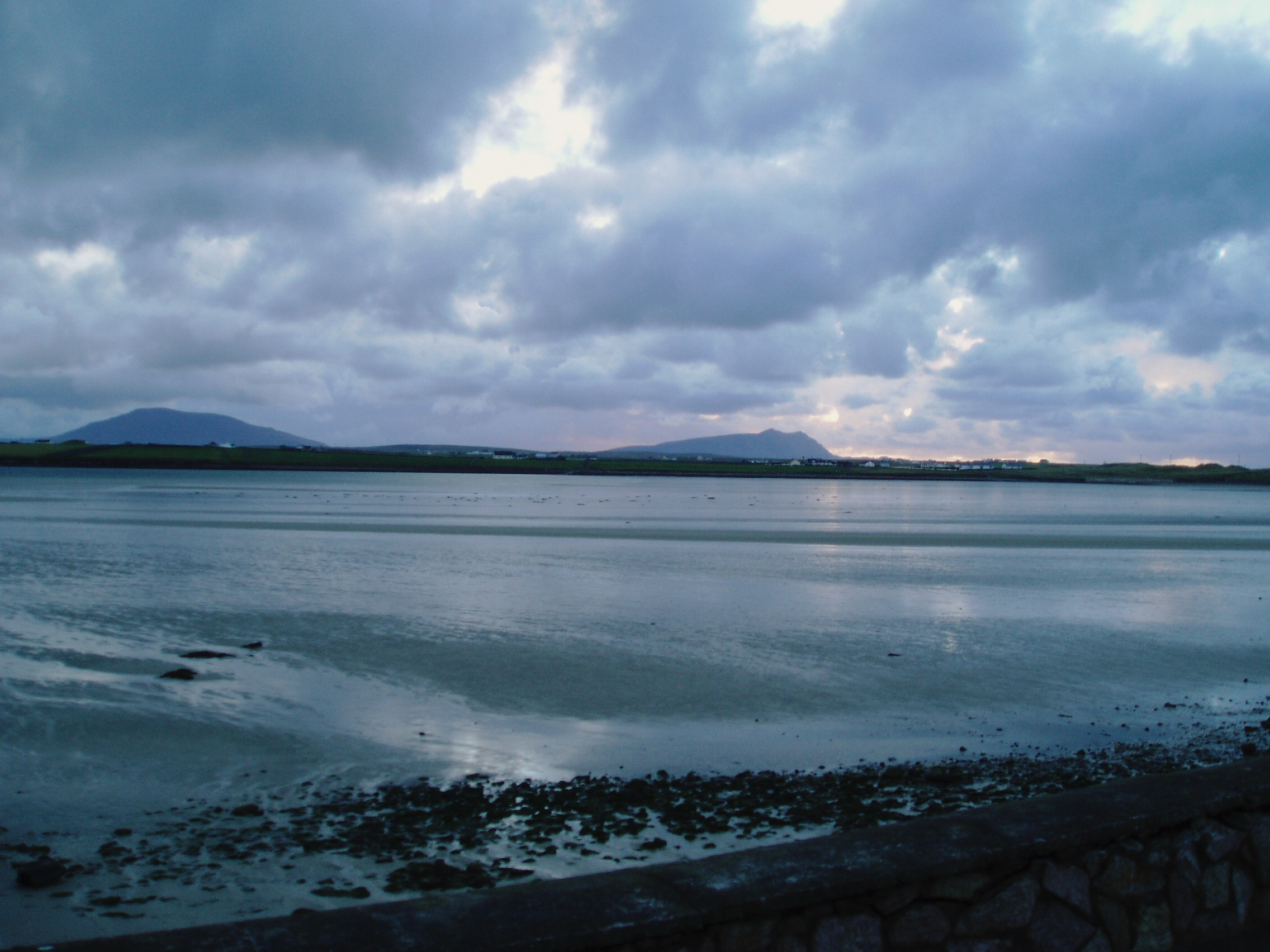
La badia de Blacksod, amb Acaill al sud
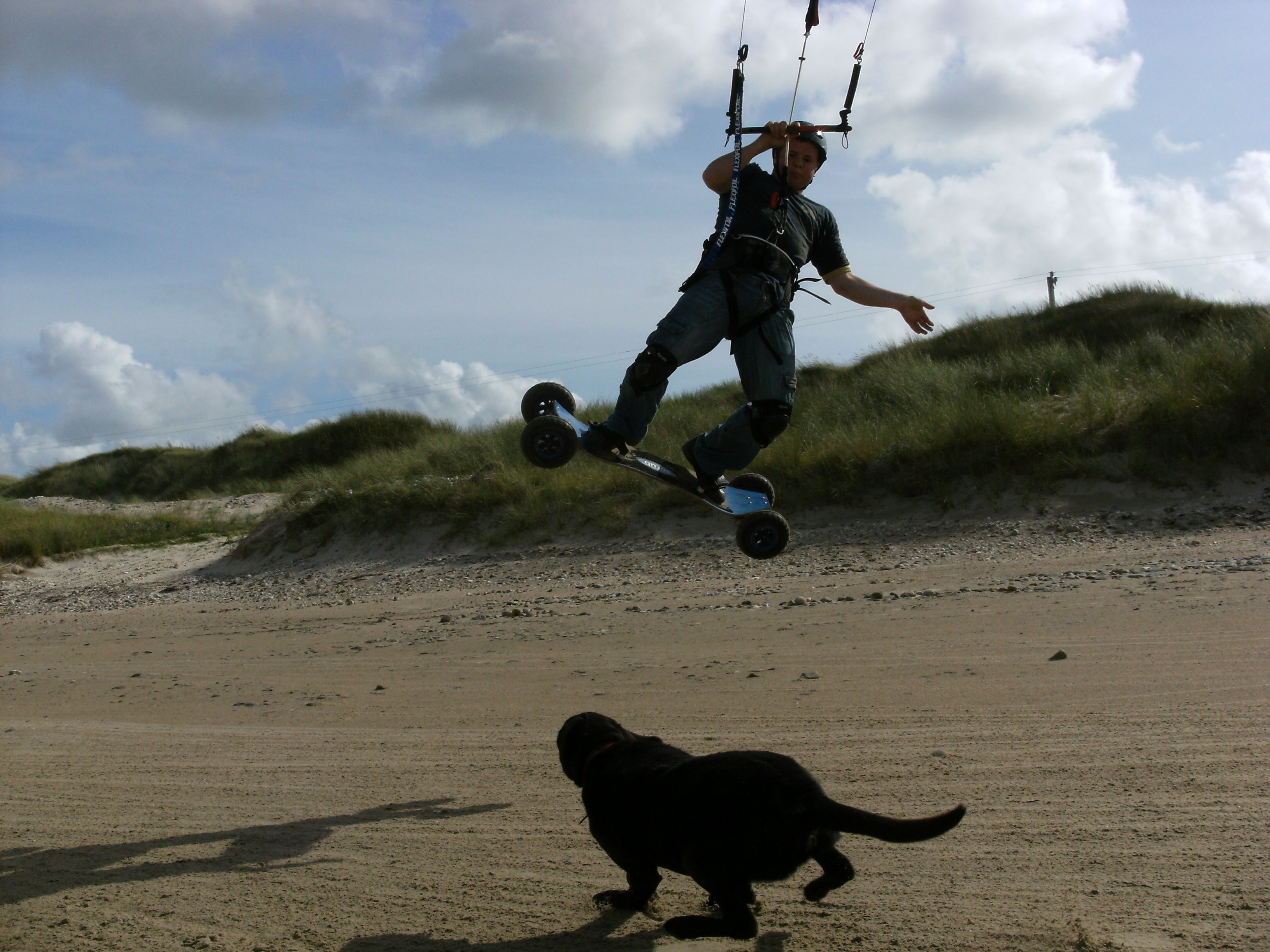
Snowkite a la platja de Claggan, part de la badia de Blacksod